# Фланден, Альфонс Цезаревич
Альфо́нс Це́заревич Фланде́н (фр. Charles Alphons Flandin; ~1822÷1823—19 ноября (1 декабря) 1894, Москва) — российский провизор, владелец Таганской аптеки в Москве, владелец фотографических заведений в Москве, Симбирске и Саратове.

## Биография
Родился в 1822÷1823 году в семье зубного врача Российской Империи Цезаря Фландена. В 1840—1850 годах в течение 8 лет управлял Таганской аптекой в Москве. В 1858 году проживал с семьей в Самаре, где его супруга Нина-Аннетта 25 мая 1858 года после молебна, совершенного епархиальным архиереем, в присутствии губернатора и всех городских властей открыла на Вознесенской улице в доме купца Лаптева (бывшем Обухова) (ныне улица Степана Разина, д. 49) пансион Нины Фланден. В этом пансионе преподавались: закон Божий; языки: русский, французский, немецкий с их литературой; арифметика; география; история всеобщая и русская; девушки обучались чистописанию, рисованию, музыке, танцам и рукоделию. Пансион состоял из трех классов, в том числе приготовительного. Курс учения был пятилетний; в приготовительном классе надлежало пробыть год, в остальных — по два в каждом; впрочем, девушки могли поступать в пансион весь год и именно в тот класс, для которого по испытаниям оказывалось у них достаточно знаний. В пансион ученицы принимались полными пансионерками, которые в нём и жили, полупансионерками, которые оставались в нём до восьми часов вечера, завтракали, обедали и пили чай в пансионе, и экстернами или приходящими, которые пользовались только уроками и в три часа уходили из пансиона. Пансионерки носили форменные зеленые платья с черными фартуками и белыми воротничками. За пансионерку платилось в год 210 рублей, за полупансионерку — 150 рублей и за каждую приходящую — 75 рублей. В пансионе давались уроки и английского языка, но за обучение ему полагалась отдельная плата, так же как и за музыку с полупансионерок и с приходящих. К концу первого года существования этого пансиона, в нём было 26 учениц. Но этот пансион действовал недолго, вследствие открытия в Самаре женского училища 1-го разряда (предшественника 1-й женской гимназии), первой начальницей которого (с 7.08.1859 г. по 1.08.1860 г.) была назначена г-жа Фланден, с правом сохранить свой пансион при училище. Это обстоятельство само собою породило различные неудовольствия и недоразумения в обществе, результатом которых был отъезд г-жи Фланден из Самары и закрытие ею пансиона в 1860 году. С 1860 года семья А. Ц. Фланден перебирается в Симбирск, где Нина-Аннетта в сентябре 1860 г. открыла «Пансион для девиц госпожи Фланден». Первоначально пансион размещался в одном из лучших зданий города — каменном двухэтажном особняке дворян Ермоловых на Московской улице (сохранившийся дом по улице Ленина, № 59 — в настоящее время отнесён к числу историко-архитектурных памятников города Ульяновска). За несколько месяцев до большого симбирского пожара, произошедшего 13—21 августа 1864 г., семья поселилась на Большой Саратовской улице г. Симбирска (ныне улица Гончарова) в доме мещанки Марьи Дементьевны Балдиной (Балдовой), куда Нина-Аннета перевела и свой пансион. В период до упомянутого пожара провизор Альфонс Фланден в документах упоминается дважды. Первый раз — среди членов городского клуба, называвшегося до 1861 года Немецким собранием, а потом Собранием соединённого общества. Второй раз он упомянут в начале 1864 года как владелец фотоателье, находившегося на той же Большой Саратовской улице и, вероятно, в том же доме Балдиной. Последний раз Альфонс Фланден ненадолго заезжал в Симбирск в июне 1865 года для решения в суде некоторых имущественных вопросов. В первых числах сентября 1864 года Альфонс Цезаревич подал прошение на открытие фотографического заведения в Москве: «Провизора Альфонса Фландена прошение. Проживая в Симбирске, имея там фотографическое заведение, которого лишён я ныне пожаром, равно и всё мое имущество сделалось жертвою пламени. Оставшись ни при чём с женою и четырьмя малолетними детьми (старшей моей дочери 11 лет, младшему один год), прибыл я сюда, где и решил открыть таковое же заведение… здесь в Москве. Сентября 4 дня 1864 года. Место жительства: на Рождественке, в Звонарном переулке в доме Янович».

Фланден открывать заведение передумал: «В настоящее время Фланден — провизор отъезжает на жительство в Саратов. 26 августа 1864 года».

Вновь Альфонс Фланден, «провизор фармации», подал прошение Московскому военному генерал-губернатору князю Владимиру Андреевичу Долгорукову 17 февраля 1868 г.: «Желая открыть в Москве фотографическое заведение, которое предполагаю устроить на Тверском бульваре в доме Юсуповой, имею честь… просить выдать мне… надлежащее свидетельство. При сем имею честь представить свидетельство, выданное мне Московскою Медицинскою конторою за восьмилетнее управление Таганскою аптекой в Москве. Жительство: Тверской части 3 квартала в доме Богомольцева». Свидетельство было выдано 7 марта 1868 г. за № 209.

29 августа 1868 г. Фланден перевел заведение в Столешников переулок, в дом Кожина. Свидетельство на работу по этому адресу он получил 8 сентября 1868 г. за № 246.

В июне 1869 г. А. Фланден подал прошение: «Содержимое мною фотографическое заведение, состоящее Тверской части 5 квартала в доме Кожина, я, Фланден, желаю продать крондштатскому мещанину Ивану Ефимовичу Страхову».

Возможно, в дальнейшем А. Ц. Фланден работал провизором в аптеке.
Являлся многолетним членом общины евангелическо-лютеранской церкви Петра и Павла в Москве.

21 ноября 1894 г. газета «Русские ведомости» сообщила: «Альфонс Цезаревич Фланден после продолжительной и тяжелой болезни скончался 19 сего ноября. Вынос тела из д. Ашукина, Семеновская улица, в ев. лютер. церковь св. Петра и Павла последует 21-го ноября, в 12 часов дня. Отпевание в тот же день, в 1 час дня. Погребение на Введенских горах».

Фотографии работы А. Фландена как симбирского, так и московского периодов сохранились.

## Семья
Отец — Цезарь Фланден (фр. Cesar Flandin; до 1800, Модан—между 1828 и 1846) — зубной врач Российской империи, австрийский подданный ; лютеранского вероисповедания.

Мать — Шарлотта, урождённая Зенгер (нем. Charlotta Sänger; ?—не ранее 1851), лютеранского вероисповедания.

Братья:
- Ипполит Цезаревич Фланден (фр. Celestin Hippolit Flandin; 23.06.1824—16.12.1903[11]), российский подданный, лютеранского вероисповедания. В «Обывательской книге с указанием членов семьи, недвижимой собственности, торговли, места службы» (середина XIX века) значится как с.-петербургский 2-й гильдии купец, торгующий коврами под фирмой «Фланден и К»[12]; клинский 1-й гильдии купец. 18.04.1858 г. временный ейский купец 1-й гильдии, потомственный почетный гражданин Эдуард Федорович Гольцгауер продал И. Ц. Фландену за три тысячи рублей серебром землю в размере десяти десятин тысячи четыреста двадцати сажен — пустошь Василёво при деревне Козлово на берегу реки Котевли Клинского уезда Московской губернии, а также находящееся на этой земле строение — деревянный дом, крытый тесом. В июне того же года И. Ц. Фланден и его брат Евгений Фланден подали прошение московскому губернатору, в котором указали: «…приобрел я покупкою от почетного гражданина Едуарда Гольцгауера, фабрику для тканья шерстяных и бумажных изделий с разрезной и неразрезной ворстой, и ныне желая лично открыть оную фабрику в том же самом размере и помещении, я имею честь покорнейше просить… выдать мне на беспрепятственное открытие того заведения свидетельство…». В феврале 1859 г. Фланденам было дано разрешение на открытие фабрики с пятью станками и пятисильной паровой машиной[13]. В декабре 1865 г. И. Ц. Фланден подал в Московское губернское правление прошение о разрешении открыть на данной земле шелково-ткацкую фабрику, которая должна была разместиться в двухэтажном деревянном на каменном фундаменте корпусе, крытом железом. В январе 1866 г. разрешение было дано. В 1880 году не деньги И. Ц. Фландена в Козлово была построена церковь Рождества Иоанна Предтечи[14] в память чудесного избавления от смерти 2 апреля 1879 года Государя Императора Александра II.
Жена (с 5.09.1846 г.) — Стефанида Ивановна, урождённая Брион (фр. Stephanie Brion 20.04.1829—7.10.1908), дочь учителя, гражданина Франции Жана Француа Виктора Бриона (фр. Jean Francois Victor Brion) и Шарлотты Кристины, урождённой Вальбах (нем. Charlotte Christine Carlson Walbach), рождённой в Москве; православного вероисповедания.
В деле о выдаче заграничных паспортов российскому подданному, клинскому купцу 1-й гильдии И. Ц. Фландену с женой Стефанидой Ивановной, дочерьми Верой и Софьей и сыном Ипполитом Ипполитовичем за 1885÷1889 гг. имеются сведения, что в 1886 г. Фландены проживали в собственном доме № 286 по Сухаревской площади во 2-м участке Сретенской части. В 1893 г. семья Фланден проживала в собственном доме № 6 по 3-й Мещанской ул. в 1-м участке Мещанской части. В 1899 г. они проживали в доме Перловых № 15 по Страстному бульвару в 1-м участке Сретенской части[15].
В браке родились:
  - Георгий Ипполитович Фланден (20.06.1849, Москва—22.03.1899[16], Ницца[17]), итальянский подданный, владел «Русской мануфактурой ковровых изделий»[13] на пустоши Василёво 2 стана Круговской волости Клинского уезда Московской губернии; православного вероисповедания.
Жена — Елена Николаевна, урождённая Billet? (или Реджио?) (24.07.1857, Москва, за Трехгорной заставой на даче Ермаковых—12.07.1931), попечительница-учредительница «Василёвской школы крестьянского хозяйства имени Г. И. Фланден»; англиканского вероисповедания.
  - Вера Ипполитовна Фланден (29.05.1860—15.04.1905, Харбин[18]).
  - Софья Ипполитовна Фланден (~1862—?).
  - Ипполит Ипполитович Фланден (21.12.1869—20.02.1906[19]).
  - Ольга Ипполитовна Фланден (после 1850 (Москва) - ?), совладелица Завидовской фабрики ковровых изделий. Брак с Эдуардом Васильевичем Доман (02.07.1837-08.09.1900), практикующий зубной врач, надворный советник, протестант. В браке родились :
    - 1.дочь Леонила Эдуардовна Доман (Зенгер), родилась в Москве 1873-1960 в Екатеринбурге;
    - 2.дочь Мария Эдуардовна Доман (Земель) 28.08.1875-27.12.1958, брак с Георгием Ивановичем Земель ;
    - 3. дочь Софья Эдуардовна Доман , 1877-1932 ;
    - 4. дочь Стефания Эдуардовна Доман (Крутицкая), 1879-1934, брак с Константином Ивановичем Крутицким ;
    - 5. сын Ипполит Эдуардович Доман, 1880-, зубной врач, брак с Татьяной Алексеевной Доман, дочь Ольга Ипполитовна Доман ;
    - 6. дочь Зинаида Эдуардовна Доман (Шингарева), 1882-1971, брак с Шингаревым Михаилом, три сына: Георгий (1907(г.Козлов, Калининская обл.)-1937), Михаил (1909-1951), Евгений (1916 в Сергиев-Посаде - 5авг.1944 в Перемышаяны, Украина);
    - 7. дочь  Евгения Эдуардовна Доман (Мальковская), родилась в Москве 16.07.1885 - 06.07.1968 в Москве, фельдшер Пропедевтической клиники Московского Университета, брак с Николаем Александровичем Мальковским (потомственный дворянин), сын Георгий (Юрий) Николаевич Мальковский;
    - 8. сын Александр Эдуардович Доман, родился в Москве1886 - ...; в 1919 г. помощник начальника отделения почтово-телеграфного, радиотелеграфного и телефонного контроля Отдела военной цензуры, брак с Амалией-Луизой Доман, дочь Любовь Александровна Доман.
- Осип-Евгений Фланден (~1817? или 1825? г.—?), российский подданный, лютеранского вероисповедания, указан в «Посемейном списке купцов г. Москвы» за 1853÷1854 гг. среди купцов Гостинной слободы: «Осип Евгений Фланден, 36 лет, лютеранского вероисповедания, не торгует, жительство имеет в Санкт-Петербурге. Грамоте знает.»[20]. По 10-й ревизии (8.05.1857) среди купцов Гостинной слободы — 3-й гильдии купец с 1854 г., 32 лет.
Жена — Анна Ивановна , урождённая Брион (фр. Anna Brion (1835- ?), дочь учителя, гражданина Франции Жана Француа Виктора Бриона (фр. Jean Francois Victor Brion) и Шарлотты Кристины, урождённой Вальбах (нем. Charlotte Christinie Walbach), православного вероисповедания.
В браке родились:
  - Анна Евгеньевна Фланден (~1852—?), православного вероисповедания.
  - Владимир Евгеньевич Фланден (?.03.1857—?)[21], православного вероисповедания.

Жена (с 11.08.1851 г.) — Нина Аннетта, урождённая Нейде (нем. Nina Annette Neide; 18.01.1834, Санкт-Петербург—23.12.1866, Саратов), лютеранского вероисповедания. Бракосочетание проходило в евангелическо-лютеранской церкви Петра и Павла в Москве.

Дети, внуки, правнуки…:
1. Юлия Альфонсовна Фланден (~1853— ок.1917?). Муж Паукер Эрнест Фёдорович.
2. Цезарь Альфонсович Фланден (фр. Cesar Hippolit Eugen Flandin; 20 июня (2 июля) 1863, Симбирск—?.09.1919, Москва[22]), провизор, московский 2-й гильдии купец, торговал в Средних торговых рядах, имел вид на жительство; лютеранского вероисповедания.
Жена (с 28.08.1882 г.) — Софья Ивановна Асафова (~1847÷1848, Москва—не ранее 1915), дочь титулярного советника, домашняя учительница, российская подданная; православного вероисповедания[23]. В июле 1883 г. С. И. Фланден открыла в Москве частное учебное заведение 3-го разряда для обучения детей обоего пола. Сама преподавала: русский язык, арифметику, географию всеобщую и русскую, французский язык, немецкий язык, чистописание, рукоделие, музыку. Закон божий преподавали православные священнослужители. Проживала семья на тот момент в 1-м участке Рогожской части, Устьинский переулок, в доме Гавриловой[24].
В браке родились:
  1. Ольга Цезаревна Фланден.
  2. Владимир Цезаревич Фланден, участник экспедиции купцов в Монголию в 1810 году[25], специалист по вывозу сырья и пушнины.
  3. Николай Цезаревич Фланден.
  4. Надежда Цезаревна Фланден (25 января (6 февраля) 1885, Москва, в доме Старцевых[26]—31.01.1952, Москва, Суворовский бульвар, д.7б, кв.2[27]), православного вероисповедания.
Муж (с 1906 г.) — Г. Е. Мухин (9 (21) апреля 1885, с-цо Кольцово, Тарусский уезд, Калужская губерния, имение родителей[28]—15.03.1971, Москва), потомственный дворянин, внук знаменитого русского врача Е. О. Мухина, до 1917 г. гвардии капитан Русской императорской армии, советский педагог (среди его учеников: лауреат Нобелевской премии академик Н. Н. Семенов, академик И. В. Петрянов-Соколов, солист Большого театра И. И. Петров).
В браке родились:
    1. Галина Георгиевна Мухина (5 (18) февраля 1907,Ростов Великий—21.05.1953, Москва).
    2. Алексей Георгиевич Мухин (14 (27) мая 1908, Ростов Великий—28.11.1993, Москва).
    3. Любовь Георгиевна Мухина (6 (19) августа 1909, Ростов Великий—10.02.1999, Ярославль).
    4. Марина Георгиевна Мухина (28 марта (10 апреля) 1911, Ростов Великий[29]—19.08.1988, Москва, Суворовский бульвар, д.7б, кв.2).
Муж — Григорий Иванович Сучилин (23 января (5 февраля) 1901, дер. Стариково, Нушпольская волость, Александровский уезд, Владимирская губерния[30]—2.03.1970, Москва, Суворовский бульвар, д.7б, кв.2), советский офицер.
В браке родилась:
      1. Елена Григорьевна Сучилина (29.05.1934, Москва—2.05.2009, Москва).
Муж — Владимир Михайлович Кононов (16.08.1934, Москва—30.10.2006, Москва).
В браке родился:
        1. Михаил Владимирович Кононов (р. 11.07.1966, Москва, Суворовский бульвар, д.7б, кв.2).

    5. Милица Георгиевна Мухина (6 (19) ноября 1912, Ростов Великий—16.08.1975, Москва).
    6. Георгий Георгиевич Мухин (7 (20) апреля 1914, Ростов Великий—18.06.1935, Москва).
    7. Тамара Георгиевна Мухина (5 (18) октября 1917, Ростов Великий—1919).